# 조달품질원
조달품질원(調達品質院, Public Procurement Service)은 대한민국 조달청의 소속기관이다. 2014년 3월 11일 발족하였으며, 경상북도 김천시 혁신로 316-20에 위치하고 있다. 원장은 고위공무원단 나등급에 속하는 일반직공무원으로 보하되, 임기제공무원으로 보할 수 있다.

## 직무
- 조달물자의 품질관리제도 운영에 관한 사항
- 조달물자의 품질 및 성능 검사
- 조달물자에 대한 사전·사후 품질관리 업무
- 그 밖에 조달물자의 품질확보에 관한 사항

## 연혁
- 1976년 12월 31일: 조달청 소속으로 중앙보급소 설치.[3]
- 1980년 5월 29일: 중앙보급창으로 개편.[4]
- 2001년 1월 1일: 책임운영기관으로 지정.[5]
- 2001년 2월 9일: 서울시 서초구 반포동에서 경기도 용인시 동천동으로 청사 이전.
- 2005년 7월 14일: 중앙구매사업단으로 개편.[6]
- 2007년 5월 15일: 품질관리단으로 개편.[7]
- 2008년 1월 1일: 책임운영기관 지정해제.[8]
- 2013년 12월 9일: 경북 김천혁신도시로 청사 이전.[9]
- 2014년 3월 11일: 조달품질원으로 개편.[10]

## 조직

### 원장
- 품질총괄과[11]
- 납품검사과[11]
- 품질점검과[12]
- 조사분석과[12]

## 같이 보기
- 조달교육원